# Hylaeus gribodoi
Hylaeus gribodoi là một loài Hymenoptera trong họ Colletidae. Loài này được Vachal mô tả khoa học năm 1895.